# Pieter Gallis

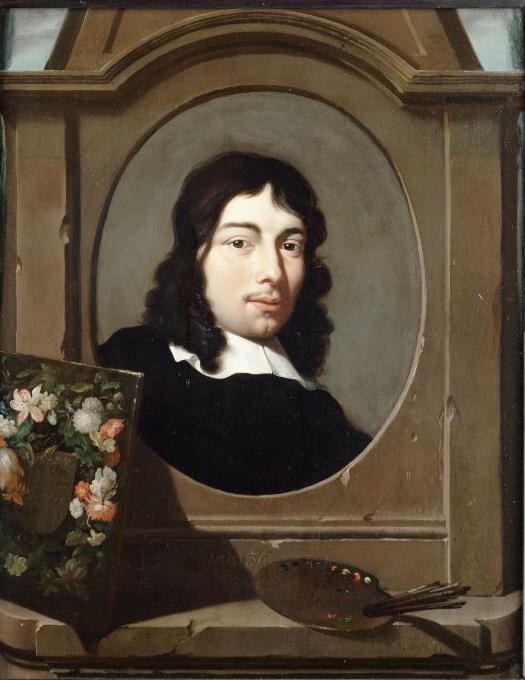
Portret van de schilder Pieter Gallis, mogelijk naar een zelfportret. (Nicolaas Verkolje)

Pieter Gallis (1633 - 1697) was een Noord-Nederlandse kunstschilder van stillevens en landschappen.
Hij werd waarschijnlijk geboren in Enkhuizen of Hoorn. Zijn vader was Gabriel Francoisz. Gallis (?-1633) en zijn moeder Jannetje van Dijk (?-1633). Pieter trouwde op 28 mei 1662 in Blokker met Hillegonda Frederiks Braar, weduwe van Outger Gerritsz Bok.
Naast zijn werk als schilder bekleedde Gallis bestuurlijke functies. Hij had een pandhuis en vanaf 1682 tot aan zijn overlijden was hij beheerder van de stadsleenbank in Hoorn. Gallis was actief in verschillende steden, waaronder Amsterdam, waar hij mogelijk zijn schildersopleiding volgde, evenals Enkhuizen, Purmerend (1679-1683) en Hoorn (1682-1697).
Als kunstenaar specialiseerde Gallis zich in stillevens en landschappen, hoewel er, voor zover bekend, geen landschappen van zijn hand bewaard zijn gebleven.
Hij overleed in 1697, mogelijk in Hoorn of Le Havre. 
- Biografisch Portaal: 42801789
- Digitale Bibliotheek voor de Nederlandse Letteren: gall035
- International Standard Name Identifier: 0000 0000 6802 6195
- Nederlandse Thesaurus van Auteursnamen: 372580416
- RKD-Nederlands Instituut voor Kunstgeschiedenis: 30081
- Union List of Artist Names: 500030940
- Virtual International Authority File: 95872363
- WorldCat: E39PBJgcX6BXrT8wBmqhrmDXh3